# 柳いろは
柳 いろは（やなぎ いろは、1990年（平成2年）12月4日 - ）は、日本のタレント、女優、
グラビアアイドル。アライブエンタテインメント所属。過去に、株式会社ricela（リセラ）、エイジアプロモーションに所属していた。初代K-1ガールズの一員として活動し、K-1ガールズのキャプテンを務めた。

## 来歴
大阪府大阪市住之江区出身。
高校3年生の頃、神戸コレクションを鑑賞した帰り道にてスカウトされ、以後、地元でモデルの仕事を務めた。
2014年4月、芸能界デビュー。同年、初のDVD作品『いろはにほへと』が竹書房より発売される。
2015年、『いろはのすすめ』がイーネット・フロンティアより発売される。同年、『夏いろは、いかが?』がシャイニングスターより発売される。5月に週刊ヤングジャンプ主催の「ゲンセキ10」にノミネートした。
2019年1月19日、YouTubeチャンネル『iroha yanagi』を開設。
2019年12月4日、29歳の誕生日に歌手の板床悠太郎と結婚。
2020年6月4日、同年3月31日にエイジアプロモーションを退社したことをInstagramで発表した後、フリーランスを経て同年7月現在は株式会社ricela（リセラ）に所属している。タレント活動およびグラビア活動は継続する。
2021年2月26日、2年5か月ぶり・結婚後初となるイメージDVD『iroha as』がスパイスビジュアルより発売される。
2021年3月31日、YouTubeサブチャンネル『いろはうす。』を開設し、初投稿動画で第1子妊娠を報告。同年8月14日、長女を出産した。
2024年6月11日、自身のInstagramを更新し同年6月7日に第2子となる男児を出産したことを報告した。

## 人物
かつては好みのタイプの一つとして「自分より10cm以上背が高い人がいい」と語っていた。

### 家族・親族
母は元タレントの福井希容。
妹は柳ゆり菜。
夫は歌手の板床悠太郎。

## 出演

### テレビ
- おねだりの達人 (自称)（2015年10月2日 - 2016年1月29日、テレビ東京）
- 新K-1伝説（2015年10月8日 - 、テレビ東京）
- エキサイティング競馬（2016年4月10日 - 2017年11月19日（福島競馬場・春、秋の第3場[注 2]（ローカル）開催時） 、福島テレビ）
- 高速バス限定の旅 列島縦断！長崎⇒札幌 激走！高速バス限定の旅2016夏（2016年9月18日、テレビ東京）
- 橋本マナミのヨルサンポII（2017年4月 - 2017年9月、BSフジ） - 隊員
- 東京競馬場に遊びに来て!今ドキッ❤️女子2人旅!（2017年10月26日 - 、福島テレビ） - 福島のローカルタレントのRikaと東京競馬場の魅力を紹介。
- タモリ倶楽部 (2019年6月29日、テレビ朝日)

### ウェブテレビ
- すっぴん麻雀 presents ガチンコ脱衣麻雀（2017年4月22日、AbemaTV）[24]
- グラドルVSセクシー女優！水泳大会2018春（2018年3月23日、AbemaTV AbemaGOLD）[25]
- WinTicket ミッドナイト競輪（2019年4月 - 、ABEMA 競輪・オートレースチャンネル） - 日替わり出演者のひとり

### ラジオ
- オレたちゴチャ・まぜっ!〜集まれヤンヤン〜（2016年4月16日 - 2017年4月8日、MBSラジオ） - ヤンヤンガールズ8期生

### 雑誌
- 週刊ヤングジャンプ（2015年11号 - ウェブ掲載、集英社） - ゲンセキ10!![15]

### 映画
- 天使じゃないッ！（2018年4月14日、日本出版販売） - セーレ 役[26]
- 天使じゃないッ！2（2018年4月15日、日本出版販売） - セーレ 役[27]
- ほっぷすてっぷじゃんぷッ！（2018年12月15日、日本出版販売） - 油戸先生 役
- ほっぷすてっぷじゃんぷッ！2（2018年12月16日、日本出版販売） - 油戸先生 役

### ビデオゲーム
- 龍が如く7 光と闇の行方（2020年1月16日、セガゲームス） - サバイバ―看板娘・柳いろは 役[28]

### パチスロ
- ラブ嬢2（2019年、オリンピア）CLUB LUXEのキャバ嬢・いろは役[29][30]

## 作品

### DVD
※太字のタイトルはBD版同時発売。
- いろはにほへと（2014年11月21日、竹書房）
- いろはのすすめ（2015年3月20日、イーネット・フロンティア）
- 夏いろは、いかが?（2015年8月28日、シャイニングスター）
- いろは白書（2016年2月20日、ラインコミュニケーションズ)
- よりどりいろは（2016年12月15日、 ラインコミュニケーションズ)
- 恋するレトロガール（2018年2月22日、イーネット・フロンティア）
- いろはの恋仕立て（2018年9月20日、ラインコミュニケーションズ）
- iroha as（2021年2月26日、スパイスビジュアル）

### 写真集
- いろは（2017年3月18日、双葉社、撮影：西田幸樹）ISBN　978-4575312393